# Beaurainville
Beaurainville (Aussprache [boʁɛ̃ˈvil]) ist eine französische Gemeinde mit 2028 Einwohnern (Stand: 1. Januar 2022) im Département Pas-de-Calais in der Region Hauts-de-France. Sie gehört zum Arrondissement Montreuil und ist Mitglied im Gemeindeverband Communauté de communes des 7 Vallées. Die Einwohner werden Beaurainvillois und Beaurainvilloises genannt.

## Geographie
Die Gemeinde Beaurainville liegt im Artois am Fluss Canche, in den hier sein Zufluss Créquoise mündet, zehn Kilometer südöstlich von Montreuil-sur-Mer. Nachbargemeinden von Beaurainville sind Marenla im Nordwesten und Norden, Loison-sur-Créquoise im Nordosten, Contes im Osten, Maresquel-Ecquemicourt im Südosten, Campagne-lès-Hesdin im Süden und Südwesten sowie Lespinoy im Westen.

## Bevölkerungsentwicklung
| Jahr                       | 1962 | 1968 | 1975 | 1982 | 1990 | 1999 | 2006 | 2022 |
| Einwohner                  | 1406 | 1566 | 1909 | 1976 | 2093 | 1994 | 1929 | 2028 |
| Quellen: Cassini und INSEE |      |      |      |      |      |      |      |      |

## Sehenswürdigkeiten

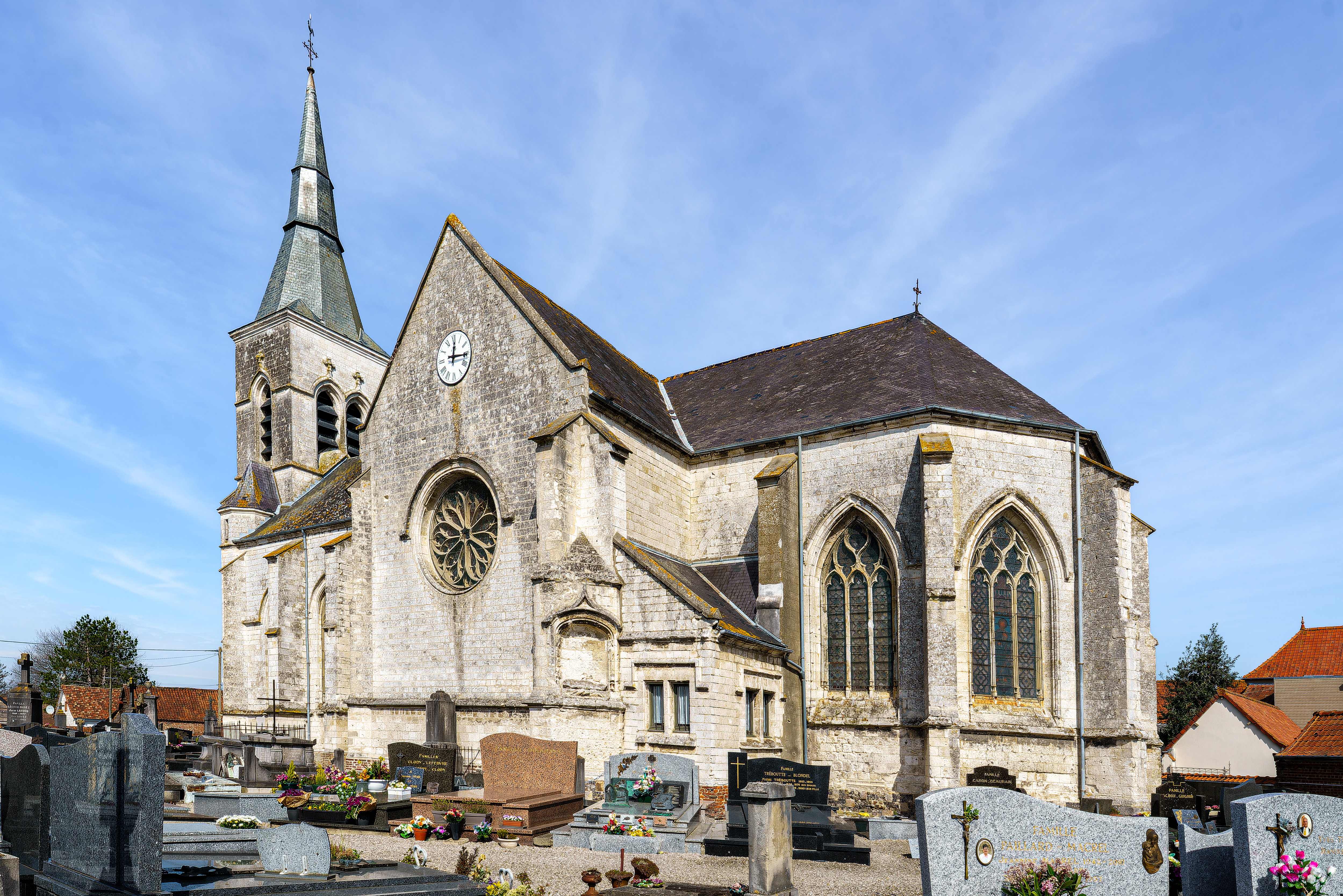
Kirche Saint-Martin
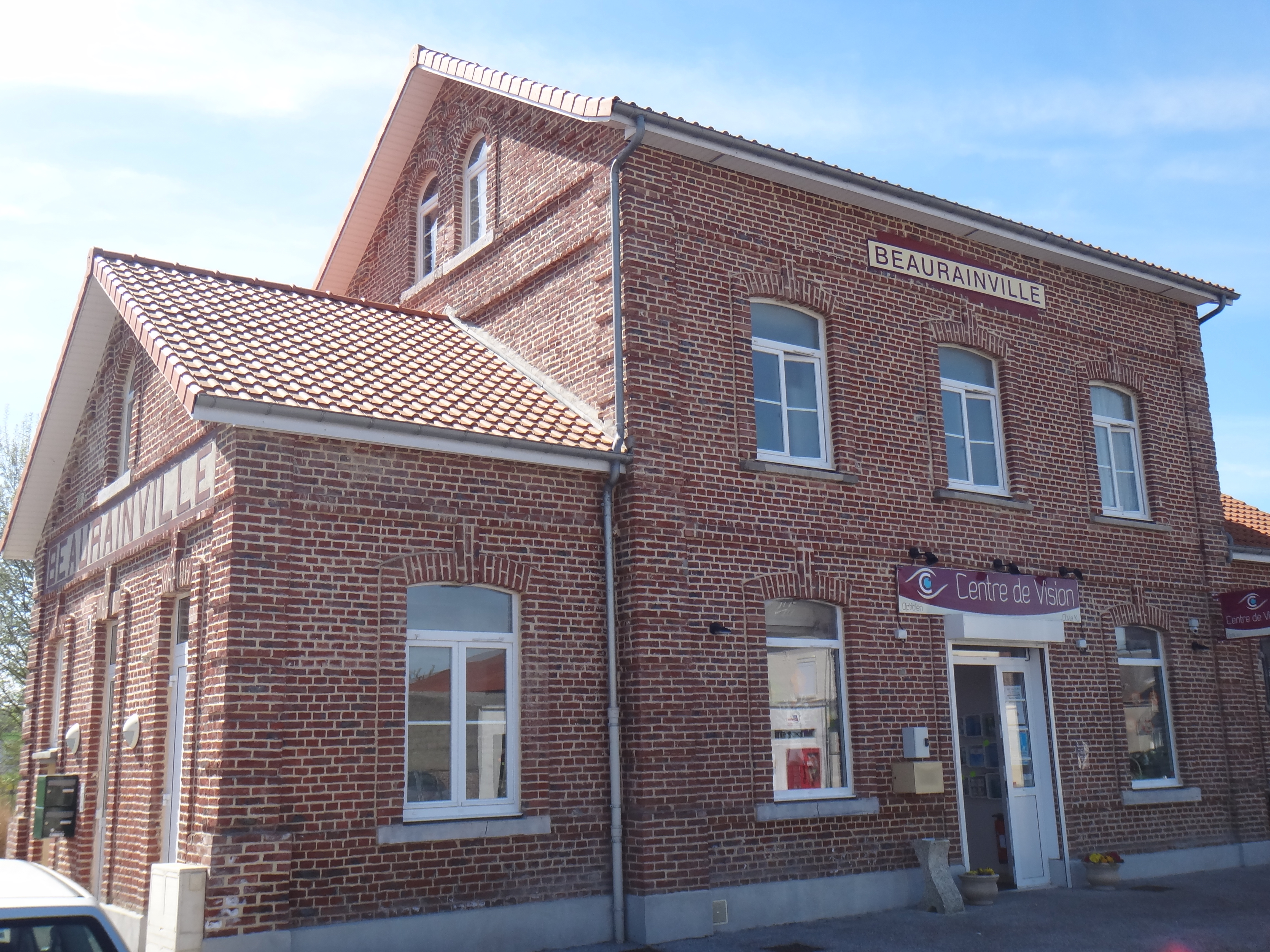
Bahnhof
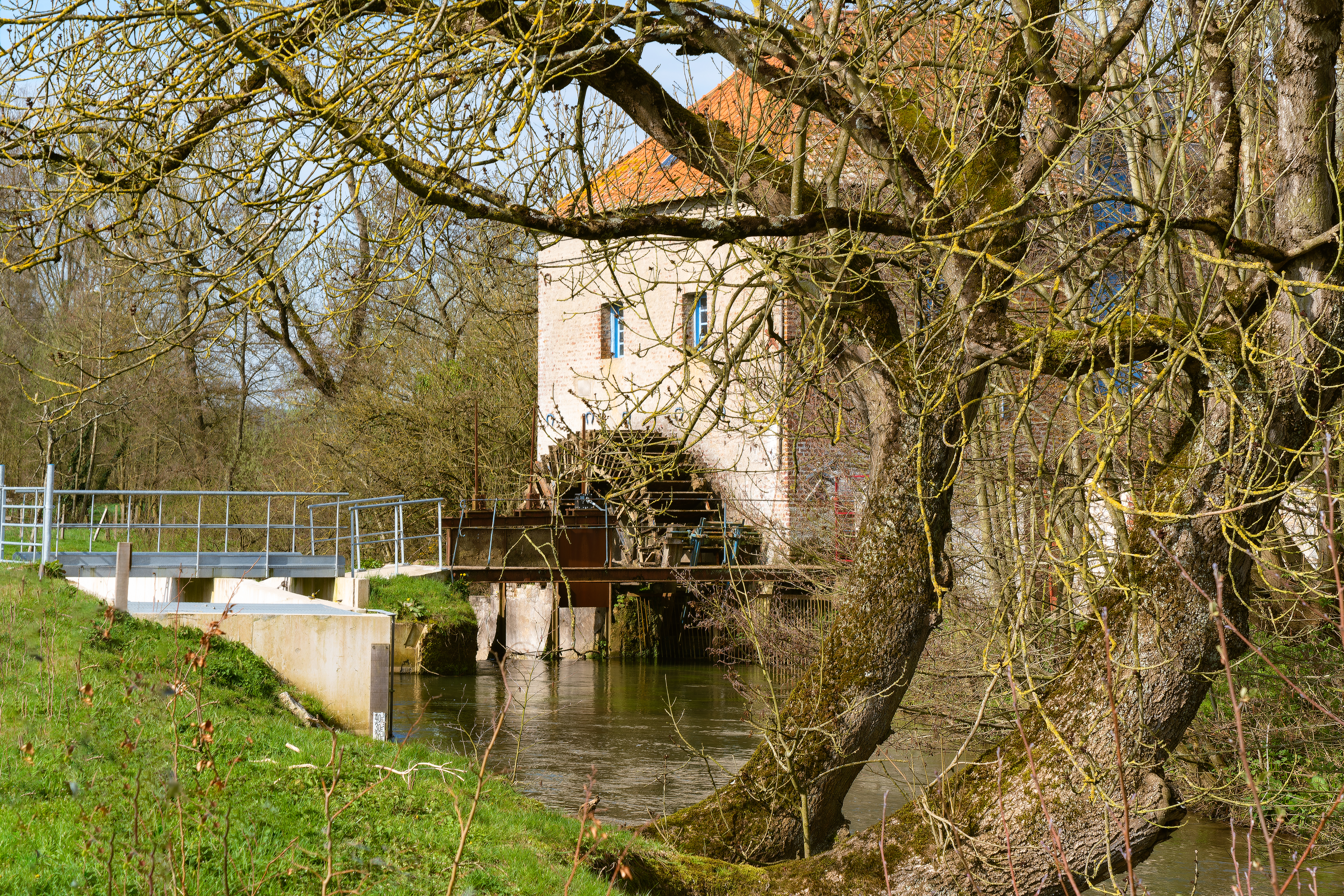
Wassermühle

- Theater Saint-Martin
- Wallburg
- Schloss Les Lianne
- Wassermühle von Le Bleuance

- Kirche Saint-Martin
- Bahnhof
- Wassermühle